# Ephedra trifurcata
Ephedra trifurcata — вид голонасінних рослин класу гнетоподібних.

## Опис
Чагарник до 2 м заввишки. 

## Поширення, екологія
Ендемік Чилі та комуни Вальпараїсо. Має вузький висотний діапазон: між 200 м і 300 м. Швидше за все, можна знайти в сухому чагарнику або чагарнику при низькій висоті.

## Використання
Стебла більшості членів цього роду містять алкалоїд ефедрин і відіграють важливу роль в лікуванні астми та багатьох інших скарг дихальної системи.

## Загрози та охорона
Цей вид росте на низьких висотах і в безпосередній близькості від великого міського району та курорту. Розширення міської території і перетворення землі для сільського господарства на нижніх схилах входять у даний регіон потенційні загрози. Не відомо, чи знаходиться охоронних територіях або ботанічних садах.